# Волтер Б. Джонс-молодший
Волтер Біман Джонс-молодший (англ. Walter Beaman Jones, Jr.; 10 лютого 1943, Фармвілл, Пітт, Північна Кароліна — 10 лютого 2019, там же) — американський політик-республіканець, з 1995 року він є членом Палати представників США від 3-го округу штату Північна Кароліна.
Він є сином конгресмена Волтера Б. Джонса-старшого (1913–1992), який представляв 1-й виборчий округ Північної Кароліни у Палаті представників США з 1966 по 1992. У 1961 році він закінчив Hargrave Military Academy у Вірджинії, а потім 1966 року навчався до у Atlantic Christian College (нині Barton College). Між 1967 і 1971 Джонс служив у Національній гвардії Північної Кароліни.
Як і його батько, він був членом Демократичної партії, але у 1994 році він приєднався до республіканців. У період з 1983 по 1992 рік він входив до Палати представників Північної Кароліни.
Він вважався сильним консерватором, у 2002 році був прихильником війни в Іраку. Пізніше він змінив свою думку з цього питання і піддав критиці президента Джорджа Буша, якого звинуватив у неправильній інформаційній політиці по відношенню до Конгресу. У 2007 році він був одним з усього лише двох республіканських представників, які підтримали резолюцію про виведення військ з Іраку з 1 вересня 2008 року.
Одружений, мав доньку.
Помер від бічного аміотрофічного склерозу.